# Enrico (futebolista)
Enrico Cardoso Nazaré (Belo Horizonte, 4 de Maio de 1984) é um ex-futebolista brasileiro que jogava como meia-atacante.

## Carreira
Após passagem por clubes brasileiros como Atlético Mineiro e Ipatinga, Enrico se transferiu para o clube sueco Djurgården, em meados de 2006. 

### Vasco da Gama
Em 2009, após duas temporadas como destaque do clube sueco, Enrico voltou ao Brasil contratado pelo Vasco da Gama. Neste ano ele foi campeão da Série B. 

### Empréstimo ao Coritiba
Em 2010 foi emprestado ao Coritiba, sendo campeão do Campeonato Paranaense e da Série B.

### Retorno ao Vasco
Em 2011, após o fim do seu empréstimo, retornou ao Vasco da Gama. Neste mesmo ano Enrico tornou-se campeão novamente, desta vez da Copa do Brasil. 

### Ceará
Poucas semanas após o título da Copa do Brasil pelo Vasco, foi emprestado ao Ceará até o fim da temporada.

### Ponte Preta
Em 2012, Enrico foi novamente emprestado pelo Vasco da Gama, desta vez para a Ponte Preta, onde atuará ao lado do Rodrigo Pimpão, que também foi emprestado pelo clube cruzmaltino.
No dia 3 de dezembro de 2012 ele se desligou da Ponte Preta junto com outros 12 jogadores, voltando assim para o Vasco da Gama, que havia emprestado o jogador para o time paulista.

### Retorno ao Vasco
Em 2013 voltou ao Vasco. Logo no início do ano, Enrico passou a sentir dores fortes no joelho esquerdo. Infiltração e PRP foram alguns dos procedimentos repetidos, mas nada funcionou. Em exame mais aprofundado, ficou constatado que um osso pressionava o nervo fibular e o impedia de fazer movimentos bruscos. O chefe do departamento médico cruz-maltino, Clóvis Munhoz, disse que não sabia operar tal problema. O jogador ligou para seu tio, Ronaldo Nazaré, ex-médico do Cruzeiro e da Seleção, e só em novembro acharam um especialista que aceitou o caso.
No dia 30 de maio de 2014, após o término do seu contrato, Enrico deixou o Vasco. Ele foi o último remanescente que conquistou a Série B de 2009.

### Futebol grego
No segundo semestre de 2014 Enrico acerta com o clube grego Apollon Smyrnis. 
No início de 2015, Enrico se transfere para o Iraklis Psachna FC, também da Grécia.

### Retorno a Suécia
No meio de 2015, Enrico se transferiu novamente para a Suécia, desta vez para defender o Huddinge IF.
Em 2016, acertou com o Enskede. 
Em 2017 Enrico encerrou sua carreira de atleta profissional e começou a trabalhar como agente em sua empresa de gerenciamento esportivo.

## Títulos
Ipatinga
- Campeonato Mineiro: 2005

Vasco da Gama
- Campeonato Brasileiro - Série B: 2009
- Copa do Brasil: 2011

Coritiba
- Campeonato Paranaense: 2010
- Campeonato Brasileiro - Série B: 2010[8]